# Марнеули
Марнеули (груз. მარნეული) је град у Грузији у регији Доњи Картли. Према процени из 2009. у граду је живело 22.000 становника.

## Становништво
Према процени, у граду је 2009. живело 22.000 становника.
| 1989.  | 2002.  |
| ------ | ------ |
| 27.557 | 19.897 |